# Надеждин, Борис Борисович
Бори́с Бори́сович Наде́ждин (род. 26 апреля 1963, Ташкент, Узбекская ССР, СССР) — российский политический деятель, преподаватель, кандидат физико-математических наук (1989).
Депутат Совета депутатов городского округа Долгопрудный Московской области (1990—1997, 2019—2024). Основатель и президент Фонда «Институт региональных проектов и законодательства» (с 2001). Депутат Государственной думы Федерального собрания Российской Федерации III созыва (1999—2003).
31 октября 2023 года Борис Надеждин объявил, что выдвигает свою кандидатуру на президентские выборы 2024 года. 28 декабря 2023 года ЦИК допустил Надеждина к сбору подписей в свою поддержку и разрешил открыть избирательный счёт. Однако 8 февраля 2024 года Надеждину было отказано в регистрации кандидатом на пост президента РФ.

## Биография

### Происхождение
На протяжении пяти поколений в роду Надеждиных все мужчины носили имя Борис. На протяжении более 150 лет его предки являлись членами православного духовенства.
Также в семье были музыканты. Его дед — Борис Надеждин (1905—1961), советско-узбекский композитор, доцент Ташкентской консерватории, в 1930-х годах его отправили в Узбекскую ССР по путёвке Центрального комитета КПСС как достаточно известного композитора поднимать там культуру. Теперь в Ташкенте ему установлен памятник, его именем названа музыкальная школа.
Мать — Галина Владимировна Беленькая (род. 1943), по национальности еврейка, дочь музыкального педагога Владимира Абрамовича Беленького (1919—1988), уроженца Елисаветграда. Прапрадед по материнской линии — Моисей Беленький, а прадед — Абрам Беленький, награждён Георгиевским крестом в Первую мировую войну, но от награды отказался, так как был иудеем. Дед по линии матери после Октябрьской революции «бежал в Узбекистан из неспокойной Украины».
Прапрадед Борис Надеждин в 1906 году баллотировался в Государственную думу Российской империи I созыва, но не прошёл, не удовлетворив имущественному цензу: у него был недостаточно большой земельный участок.

### Ранние годы
Борис Надеждин родился 26 апреля 1963 года в столице Узбекской ССР — городе Ташкенте. Пережил Ташкентское землетрясение, произошедшее 26 апреля 1966 года.
В 1969 году был привезён родителями в город Долгопрудный Московской области, где отец учился в МФТИ, а мать была студенткой Московской государственной консерватории имени П. И. Чайковского.

### Образование
В 1979 году получил диплом второй степени на Всесоюзной математической олимпиаде среди школьников старших классов, в том же году окончил Специализированную школу-интернат № 18 физико-математического профиля при Московском государственном университете имени М. В. Ломоносова (ФМШ № 18; ныне — Специализированный учебно-научный центр имени А. Н. Колмогорова МГУ).

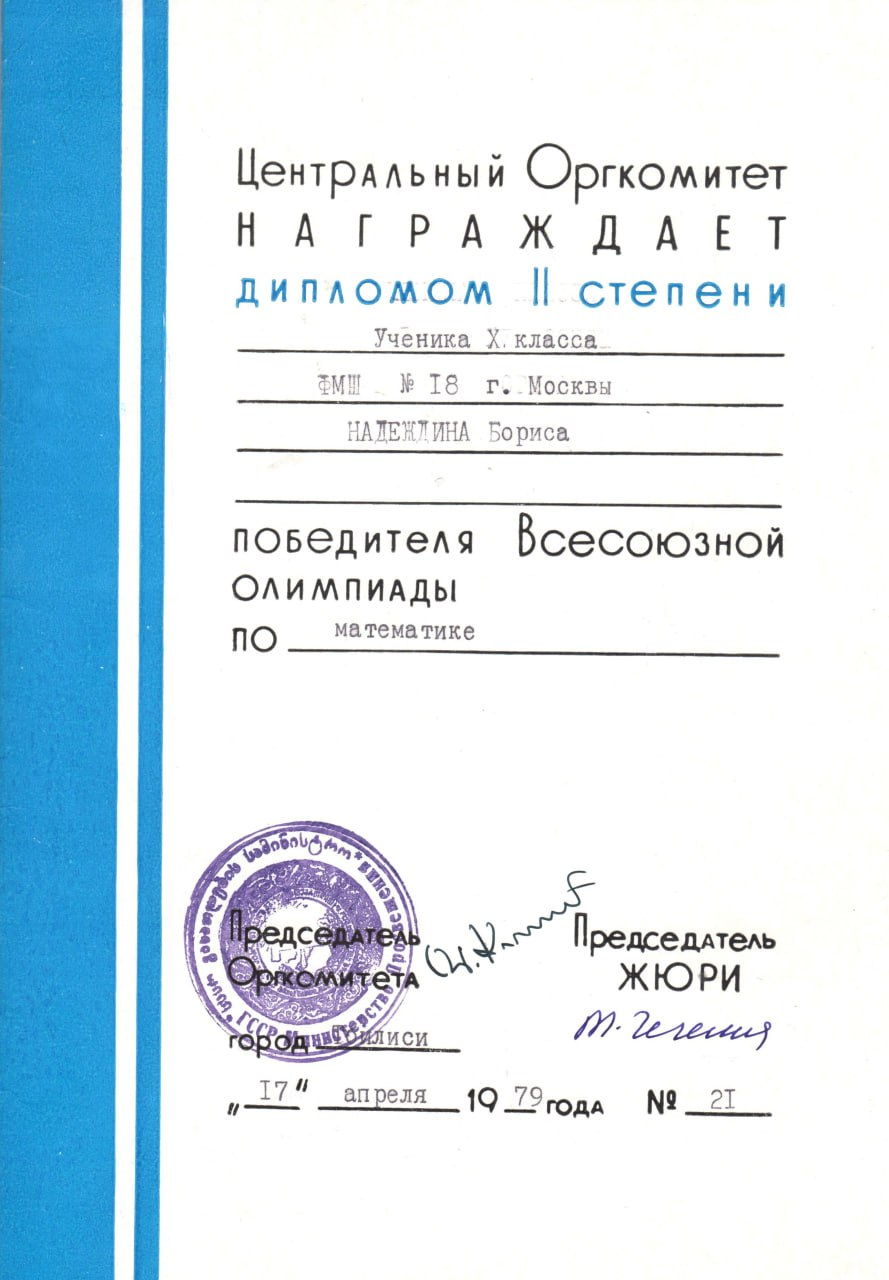
Диплом второй степени на Всесоюзной олимпиаде по математике ученика 10-го класса

В 1985 году с отличием окончил факультет проблем физики и энергетики Московского физико-технического института (МФТИ). В институте увлекался художественной самодеятельностью, был организатором и исполнителем концертов авторской песни «Физтех-песня».
В 1993 году получил второе высшее образование, с отличием окончив Московский юридический институт.

### Образовательная и научная деятельность
В 1985—1990 годах — инженер, научный сотрудник Всесоюзного научно-исследовательского центра по изучению свойств поверхности и вакуума.
С 1988 по 1990 годы — председатель созданного им же кооператива «Интеграл», занимавшегося подготовкой школьников к поступлению в вузы.
В 1989 году защитил диссертацию на соискание учёной степени кандидата физико-математических наук по теме «Некоторые вопросы теории квазиэнергетических состояний квантовых систем» (научный руководитель Е. А. Окс, официальные оппоненты В. П. Крайнов и М. Ю. Новиков).
В 1999 году организовал кафедру права Московского физико-технического института, которую возглавлял до 2016 года. На протяжении многих лет читал курс по основам государства и права.
Является автором ряда научных трудов, в том числе таких, как «Правовые и политические проблемы переходного периода» (1994), «Основы государства и права России» (1999).

### Политическая деятельность (1990—1999)
В 1990 году был избран депутатом совета народных депутатов города Долгопрудного. С апреля 1990 по февраль 1992 года был заместителем председателя совета. В 1993—1997 годах — депутат городского совета Долгопрудного.
В октябре 1991 года вступил в «Движение демократических реформ» (ДДР), основанное Александром Яковлевым. Являлся членом координационного совета ДДР Московской области.
С февраля 1992 года по 1994 год — начальник Управления методического и правового обеспечения Фонда имущества Московской области. На этом посту участвовал в организации приватизации госпредприятий Подмосковья.
В 1994—1996 годах — заместитель директора Института структурной и инвестиционной политики в Москве. В этой должности принимал участие в разработке законопроектов, в частности Гражданского кодекса Российской Федерации и закона «Об акционерных обществах».
В декабре 1995 года баллотировался в депутаты Государственной думы II созыва по Мытищинскому одномандатному избирательному округу № 108 от избирательного объединения «Партия российского единства и согласия» (ПРЕС). Выдвигался также по общефедеральному списку ПРЕС. Избран не был, поскольку на выборах 17 декабря 1995 года список ПРЕС не преодолел 5-процентного барьера для прохождения в Госдуму, а в округе занял лишь 5-е место из 12 (набрав 6,22 % голосов).
С 1996 по 1997 год возглавлял юридическое управление ОАО «Процессор».
В 1997—1998 годах работал в Аппарате правительства Российской Федерации, сначала — в качестве советника первого заместителя председателя Правительства Российской Федерации Бориса Немцова, затем — помощника председателя Правительства Российской Федерации Сергея Кириенко. С его именем связывают участие в написании уставов РАО «ЕЭС России», «Транснефти» и «Газпрома». По собственным словам, в 1998—1999 годах был сотрудником Администрации президента России.
С начала 1999 года вошёл в состав политсовета общероссийского общественного политического движения «Новая сила», возглавлявшегося Сергеем Кириенко. 24 августа 1999 года движение вошло в состав праволиберальной политической партии «Союз правых сил».

### Депутат Государственной думы (1999—2003)
В сентябре 1999 года Борис Надеждин был включён в общефедеральный список избирательного блока «Союз правых сил» (№ 5 в Центральной части списка) для участия в выборах в Государственную думу. С октября 1999 года по март 2000 года — член политсовета избирательного блока «Союз правых сил». Возглавлял московский областной штаб СПС по выборам в Госдуму.
19 декабря 1999 года был избран депутатом Государственной думы III созыва по общефедеральному списку избирательного блока «Союз правых сил». В Государственной думе в январе 2000 года зарегистрировался в депутатской фракции «Союз правых сил». С 23 мая 2000 года являлся заместителем председателя фракции СПС в Госдуме, заняв место Бориса Немцова, ставшего председателем фракции.
С 28 января 2000 года — член Комитета Государственной думы по государственному строительству. С 10 марта 2000 года — член постоянной Комиссии Государственной думы по изучению практики применения избирательного законодательства Российской Федерации при подготовке выборов и референдумов в России.
В мае 2000 года представил в Государственную думу законопроект «Об ответственности высших должностных лиц субъектов Российской Федерации за нарушение федерального законодательства», разработанный в 1998 году. Законопроект был направлен на формирование в России новой системы управления регионами, при которой федеральные полномочия в субъектах федерации исполняли бы не региональные чиновники, а федеральные. Законопроект предусматривал назначение губернаторов, реформу формирования Совета Федерации Федерального собрания Российской Федерации.
В январе 2001 года предложил на утверждение Государственной думе собственный вариант текста Гимна России, взяв за основу текст Гимна СССР Сергея Михалкова и поменяв в нём всего 8 слов.
В марте 2001 года подписал от имени СПС соглашение о создании коалиции между СПС и политической партией «Яблоко» «Новое Подмосковье», нацеленной на выборы в Московскую областную думу в декабре 2001 года. Документ подписали также Владимир Лукин и Михаил Мень.
В марте 2001 года направил в Комитет Госдумы по делам общественных организаций около 100 поправок к законопроекту «О политических партиях». В первую очередь, по словам Надеждина, необходимо было устранить как таковой институт финансирования партий из госбюджета, который является «безнравственным и бессмысленным».
В июле 2001 года Надеждина избрали председателем подмосковного отделения СПС. Комментируя это событие, «Независимая газета» отмечала: «Не секрет, что Надеждин является одним из самых близких к Немцову людей, и теперь одна из самых многочисленных партийных структур фактически будет находиться под его личным контролем».
В 2002 году, после того как Государственная дума отказалась создать парламентскую комиссию для расследования обстоятельств теракта в «Театральном центре на Дубровке» в Москве в октябре 2002 года, «Союз правых сил» создал свою общественную комиссию. Однако, как отмечали «Новые известия», комиссия добросовестно перечислила по пунктам всё то, о чём журналисты сообщали с первых же часов после штурма, и не ответила на главный вопрос — кто виновен в проникновении в Москву отряда террористов. Сам Надеждин объяснял это тем, что осведомлённые о ситуации представители спецслужб и правоохранительных органов не шли на контакт с представителями комиссии.

### Дальнейшая политическая карьера (2003—2023)
В декабре 2003 года Надеждин вновь баллотировался на выборах в Госдуму от 109-го Мытищинского округа Подмосковья. Переизбраться на новый срок не сумел, уступив бывшему командующему Московского округа внутренних войск Аркадию Баскаеву (кандидату от «Народной партии Российской Федерации») и заняв третье место с результатом 14,62 %. Одновременно партия СПС, в которой состоял Надеждин, проиграла думские выборы. В то же время были проведены выборы в Долгопрудненский совет депутатов, на котором блок «Город Надежды» под патронажем Надеждина также проиграл — ни один кандидат блока в совет не попал.
Несмотря на эти неудачи, продолжил работу в «Союзе правых сил», с 2004 по 2008 годы являлся секретарём президиума федерального политсовета по законодательной деятельности партии.
В марте 2007 года Надеждин выступил одним из кандидатов от СПС на выборах в Московскую областную думу. Согласно объявленным облизбиркомом результатам, партия выборы проиграла, однако сам политик заявил, что, по его данным, СПС семипроцентный барьер преодолел. В числе прочего он говорил: «цифра 7,08 процента висела на сайте Центризбиркома, и её даже показывали по ТВ, а потом избирком объявляет, что у нас 6,9 процента. Эту разницу у нас просто украли!». В подтасовке (по утверждению Надеждина, результаты были скорректированы в пользу «Единой России») он обвинил вице-губернатора Подмосковья Алексея Пантелеева.
С 6 ноября 2008 по 2011 год — член федерального политического совета партии «Правое дело», созданной путём объединения партий СПС, «Гражданская сила» и «Демократическая партия России». Одновременно с этим возглавлял московское областное отделение партии.
В августе 2011 года Надеждин заявил в интервью о желании возглавляемого им отделения «заняться „русским“ вопросом», проведении нескольких круглых столов по этой проблеме с участием националистов, массовом вступлении в отделение офицеров и «молодых бритоголовых», а также подчеркнул, что «Подмосковье — это русская земля». Данные заявления вызвали достаточно резкую реакцию лидера партии Михаила Прохорова. Некоторые члены партии предлагали исключить Надеждина из своих рядов.
После этого Надеждин отказался входить в первую тройку федерального предвыборного списка партии «Правое дело» на думских выборах, но возглавил список партии на выборах в Московскую областную думу. На состоявшихся 4 декабря 2011 года выборах депутатов Московской областной думы «Правое дело» не преодолело минимальный проходной порог, набрав лишь 2,70 %. Через три недели после выборов Надеждин покинул партию «Правое дело», объяснив своё решение желанием принять участие в создании новой правой партии вместе с бывшим главой министерства финансов Алексеем Кудриным.
10 декабря 2015 года на заседании либеральной платформы партии «Единая Россия» объявил о желании участвовать в её праймериз для участия в выборах в Госдуму осенью 2016 года, выдвинувшись по 118-му Дмитровскому одномандатному округу. Подобное решение вызвало критику со стороны его политических коллег по либеральному лагерю. Участие в праймериз сам Надеждин объяснял желанием раньше начать избирательную кампанию и выдвигаться от «Единой России» не собирался. На праймериз выступил неудачно, уступив Ирине Родниной.
На выборах в Государственную думу 18 сентября 2016 года возглавил московский областной список «Партии Роста», не вступая при этом в саму партию. 22 декабря 2016 года в интервью газете «Коммерсантъ» заявил, что желает «Партии Роста» «успехов и удачи», но связывать себя с этой организацией не намерен, так как «не видит за ней каких-либо перспектив».
В 2018 году участвовал в выборах губернатора Московской области в качестве кандидата от «Партии Роста» и при поддержке «Гражданской инициативы». По итогам выборов занял последнее место, набрав 4,36 % голосов.
В 2019 году возглавил список партии «Справедливая Россия» на выборах в городской Совет города Долгопрудного. Был избран депутатом Совета депутатов городского округа Долгопрудный Московской области по многомандатному избирательному округу. Не являясь членом партии, возглавлял фракцию «Справедливой России» в Горсовете.
В 2021 году на съезде «Справедливой России» был выдвинут кандидатом в депутаты на очередные выборы в Государственную думу по Дмитровскому одномандатному избирательному округу № 118 в Московской области. Выдвижение Надеждина вызвало недовольство одного из сопредседателей партии Захара Прилепина, указавшего, что программные идеи «Справедливой России» не соответствуют либеральным убеждениям кандидата. По результатам выборов занял второе место в своём округе, получив 40 421 голос (17,12 %), и уступив представительнице «Единой России» Ирине Родниной.
В 2023 году выдвинул свою кандидатуру на выборах губернатора Московской области от партии «Гражданская инициатива», однако в регистрации ему было отказано из-за того, что он не смог собрать в свою поддержку необходимое количество подписей муниципальных депутатов.

### Президентские выборы 2024
27 мая 2023 года в эфире федерального телеканала НТВ Надеждин заявил: «При нынешнем политическом режиме нам не светит вернуться в Европу. Надо просто выбрать другое руководство страны, которое прекратит эту историю с Украиной».
31 октября 2023 года стало известно о том, что политсовет партии «Гражданская инициатива» одобрил выдвижение Бориса Надеждина в качестве кандидата на должность президента России от партии на предстоящих президентских выборах.
23 декабря 2023 года на VII съезде партии «Гражданская инициатива» был выдвинут кандидатом на президентские выборы.
В тот же день вступил в партию «Гражданская инициатива».
26 декабря подал документы в Центральную избирательную комиссию для участия в выборах президента. 28 декабря ЦИК зарегистрировал уполномоченных Надеждина и разрешил открыть избирательный счёт. Для участия в выборах ему требовалось собрать 100 тысяч подписей избирателей. По состоянию на 28 января 2024 года в поддержку Надеждина было собрано более 200 000 подписей.
31 января 2024 года Надеждин предоставил в Центризбирком документы и подписи избирателей в свою поддержку для регистрации на выборах президента.
ЦИК отобрал на проверку 60 тысяч подписей, из них 9209 (15 %) были признаны недействительными, что предполагает отказ в регистрации кандидата. Надеждин в своём телеграм-канале сообщил, что намерен доказать подлинность подписей. По некоторым данным, часть ошибок при обработке подписей была допущена самими членами избиркома. В данных, которые ЦИК передал на проверку в МВД, содержались ошибки, например, был город «ростов на дому» и несколько раз повторялся «Салихард», которые сотрудники министерства внутренних дел сочли недостоверными.
8 февраля 2024 года ЦИК отказала в регистрации кандидатуры Бориса Надеждина на пост Президента РФ. Согласно данным Центризбиркома более 5 % предоставленных подписей за кандидата были недействительными. Борис Надеждин предоставил 105 тысяч подписей, 9147 из которых были признаны недействительными. Политик заявил, что будет обжаловать решение ЦИК в Верховном суде.
21 февраля 2024 года Верховный суд России отклонил иск Бориса Надеждина, пытавшегося оспорить отказ ЦИК зарегистрировать его кандидатом на выборах президента.
Более 30 сотрудников штабов его предвыборной кампании в 15 регионах РФ подвергались арестам и штрафам за свою деятельность.

### Дальнейшие события
В мае 2024 года Росэнергобанк в лице Агентства по страхованию вкладов (в данном случае выступает в качестве конкурсного управляющего банка) подал в суд иск о банкротстве Бориса Надеждина. Общая сумма задолженности установлена в размере 77,4 млн руб., из которых основной долг составляет 26,2 млн, а остальное — проценты и пени. Надеждин получил кредит в Росэнергобанке ещё в 2011 году. Рассмотрение по существу дела о банкротстве Бориса Надеждина суд назначил на 27 февраля 2025 года. 3 апреля 2025 года судом был признан банкротом.
19 июня 2024 года стало известно, что Борис Надеждин отказался от мандата муниципального депутата Долгопрудного.
В ноябре 2024 года он заявил, что намерен заняться проектом «СемьЯ», суть которого состоит в том, чтобы собрать 7 млн подписей граждан в поддержку требований к государству выделять по 7% ВВП на медицину и образование.

## Общественная деятельность и взгляды
Борис Надеждин известен как постоянный участник общественно-политических ток-шоу на российских федеральных телеканалах, придерживающийся либеральных взглядов. Высказывал мнение, что культура дебатов на российском телевидении оставляет желать лучшего, однако с этим приходится мириться, чтобы чаще показываться на экранах телевизоров или в интернете и быть узнаваемым. Нередко ведёт себя на экране агрессивно, однако мотивирует это необходимостью и спецификой телевизионных дебатов. Несмотря на негативную реакцию большинства телеэкспертов в подобных передачах, Надеждин считает, что ему удаётся «докричаться» до своего зрителя, свидетельством чего, по его словам, являются «многочисленные отклики зрителей, в которых они благодарят его за озвучивание разумных, правильных идей в атмосфере всеобщего помешательства».
Неоднократно привлекался в качестве эксперта различных рабочих групп при Администрации президента России, Государственной думе, Совете Федерации и Общественной палате. В частности, принимал участие в работе временной комиссии Совета Федерации по защите государственного суверенитета и предотвращению вмешательства во внутренние дела Российской Федерации.
В марте 2001 года вошёл в состав общенационального комитета «За прекращение войны и установление мира в Чеченской республике».
В 2001 году основал и возглавил некоммерческую организацию Фонд «Институт региональных проектов и законодательства».
С 2003 по 2006 годы являлся учредителем газеты «Город надежды», которая бесплатно распространялась на территории Мытищинского избирательного округа.
В августе 2005 года был членом инициативной группы по выдвижению экс-главы ОАО «Нефтяная компания „ЮКОС“» Михаила Ходорковского в депутаты Государственной думы на довыборах по 201-му Университетскому округу Москвы. Выдвижение не состоялось из-за вступления в силу приговора по первому уголовному делу ЮКОСа.
В 2010—2016 годах входил в общественный научно-методический консультативный совет, а в 2018—2020 годах — в научно-экспертный совет при Центральной избирательной комиссии Российской Федерации.
В феврале 2012 года Надеждин отправил в предвыборные штабы всех кандидатов на должность президента России (в том числе — Владимира Путина) предложение стать доверенным лицом, мотивируя это желанием получить возможность назначать наблюдателей на избирательные участки. Доверенным лицом Путина ему стать не удалось, однако он получил статус наблюдателя от действующего главы правительства. В середине февраля 2012 года был зарегистрирован в качестве доверенного лица кандидата Сергея Миронова.
В марте 2020 года подписал обращение к гражданам России против принятия поправок к Конституции России, предложенных президентом России Владимиром Путиным.

## Личная жизнь
Трижды женат. Третья жена — Наталия Надеждина, домохозяйка.
Имеет четверо детей: дочь Екатерина (род. 1982) работает юристом, дочь Анастасия (род. 2001), сын Борис родился в мае 2011 года. В 2009 году родился внук Вячеслав. В октябре 2013 года родился сын Михаил.
Среди хобби Надеждина СМИ называли авторскую песню (выпустил четыре диска с собственными песнями) и горные лыжи. По собственному признанию, он — фанат компьютерных игр, в особенности серии Tomb Raider.
В 2008 году пережил первый инфаркт миокарда, в 2019 году — второй, оба раза ему поставили стент.

## Сочинения
- Очередь за надеждой. Автобиография с открытым финалом. — М.: Эксмо, 2024. — 224 с. ISBN 978-5-04-201453-6